# Eulitoclonius litomecoides
Eulitoclonius litomecoides là một loài bọ cánh cứng trong họ Cerambycidae.